# Grand Prix Węgier 2024
Grand Prix Węgier 2024, oficjalnie Formula 1 Hungarian Grand Prix 2024 – trzynasta runda Mistrzostw Świata Formuły 1 w sezonie 2024. Grand Prix odbyło się w dniach 19–21 lipca 2024 na torze Hungaroring w Mogyoródzie. Wyścig po raz pierwszy w karierze wygrał Oscar Piastri (McLaren), a na podium stanęli kolejno: Lando Norris (McLaren) i Lewis Hamilton (Mercedes), który zdobył dwusetne podium w swojej karierze. Został również pierwszym kierowcą, który tego dokonał.

## Lista startowa
Na niebieskim tle kierowcy biorący udział jedynie w piątkowych treningach.
| Nr          | Kierowca         | Zespół                        | Samochód                          | Silnik              | Opony |
| ----------- | ---------------- | ----------------------------- | --------------------------------- | ------------------- | ----- |
| 1           | Max Verstappen   | Oracle Red Bull Racing        | Red Bull RB20                     | Honda RBPTH002      | P     |
| 2           | Logan Sargeant   | Williams Racing               | Williams FW46                     | Mercedes-AMG F1 M15 | P     |
| 3           | Daniel Ricciardo | Visa Cash App RB F1 Team      | RB VCARB 01                       | Honda RBPTH002      | P     |
| 4           | Lando Norris     | McLaren Formula 1 Team        | McLaren MCL38                     | Mercedes-AMG F1 M15 | P     |
| 10          | Pierre Gasly     | BWT Alpine F1 Team            | Alpine A524                       | Renault E-Tech RE24 | P     |
| 11          | Sergio Pérez     | Oracle Red Bull Racing        | Red Bull RB20                     | Honda RBPTH002      | P     |
| 14          | Fernando Alonso  | Aston Martin Aramco F1 Team   | Aston Martin AMR24                | Mercedes-AMG F1 M15 | P     |
| 16          | Charles Leclerc  | Scuderia Ferrari HP           | Ferrari SF-24                     | Ferrari 066/12      | P     |
| 18          | Lance Stroll     | Aston Martin Aramco F1 Team   | Aston Martin AMR24                | Mercedes-AMG F1 M15 | P     |
| 20          | Kevin Magnussen  | MoneyGram Haas F1 Team        | Haas VF-24                        | Ferrari 066/10      | P     |
| 22          | Yūki Tsunoda     | Visa Cash App RB F1 Team      | RB VCARB 01                       | Honda RBPTH002      | P     |
| 23          | Alexander Albon  | Williams Racing               | Williams FW46                     | Mercedes-AMG F1 M15 | P     |
| 24          | Zhou Guanyu      | Stake F1 Team Kick Sauber     | Kick Sauber C44                   | Ferrari 066/12      | P     |
| 27          | Nico Hülkenberg  | MoneyGram Haas F1 Team        | Haas VF-24                        | Ferrari 066/10      | P     |
| 31          | Esteban Ocon     | BWT Alpine F1 Team            | Alpine A524                       | Renault E-Tech RE24 | P     |
| 44          | Lewis Hamilton   | Mercedes-AMG PETRONAS F1 Team | Mercedes-AMG F1 W15 E Performance | Mercedes-AMG F1 M15 | P     |
| 50          | Oliver Bearman   | MoneyGram Haas F1 Team        | Haas VF-24                        | Ferrari 066/10      | P     |
| 55          | Carlos Sainz Jr. | Scuderia Ferrari HP           | Ferrari SF-24                     | Ferrari 066/12      | P     |
| 63          | George Russell   | Mercedes-AMG PETRONAS F1 Team | Mercedes-AMG F1 W15 E Performance | Mercedes-AMG F1 M15 | P     |
| 77          | Valtteri Bottas  | Stake F1 Team Kick Sauber     | Kick Sauber C44                   | Ferrari 066/12      | P     |
| 81          | Oscar Piastri    | McLaren Formula 1 Team        | McLaren MCL38                     | Mercedes-AMG F1 M15 | P     |
| Źródło: FIA |                  |                               |                                   |                     |       |

## Wyniki

### Najlepsze czasy sesji treningowych
| Sesja       | Nr | Kierowca         | Konstruktor      | Czas     | Okr. |
| ----------- | -- | ---------------- | ---------------- | -------- | ---- |
| 1           | 55 | Carlos Sainz Jr. | Ferrari          | 1:18,713 | 27   |
| 2           | 4  | Lando Norris     | McLaren-Mercedes | 1:17,778 | 24   |
| 3           | 4  | Lando Norris     | McLaren-Mercedes | 1:16,098 | 17   |
| Źródło: FIA |    |                  |                  |          |      |

### Kwalifikacje
| P                    | Nr | Kierowca         | Konstruktor                  | Czasy w kwalifikacjach | Czasy w kwalifikacjach | Czasy w kwalifikacjach | Poz. s. |
| P                    | Nr | Kierowca         | Konstruktor                  | Q1                     | Q2                     | Q3                     | Poz. s. |
| -------------------- | -- | ---------------- | ---------------------------- | ---------------------- | ---------------------- | ---------------------- | ------- |
| 1                    | 4  | Lando Norris     | McLaren-Mercedes             | 1:17,755               | 1:15,540               | 1:15,227               | 1       |
| 2                    | 81 | Oscar Piastri    | McLaren-Mercedes             | 1:17,504               | 1:15,785               | 1:15,249               | 2       |
| 3                    | 1  | Max Verstappen   | Red Bull Racing-Honda RBPT   | 1:17,087               | 1:15,770               | 1:15,273               | 3       |
| 4                    | 55 | Carlos Sainz Jr. | Ferrari                      | 1:17,244               | 1:15,885               | 1:15,696               | 4       |
| 5                    | 44 | Lewis Hamilton   | Mercedes                     | 1:17,087               | 1:16,307               | 1:15,854               | 5       |
| 6                    | 16 | Charles Leclerc  | Ferrari                      | 1:17,437               | 1:15,891               | 1:15,905               | 6       |
| 7                    | 14 | Fernando Alonso  | Aston Martin Aramco-Mercedes | 1:17,624               | 1:16,117               | 1:16,043               | 7       |
| 8                    | 18 | Lance Stroll     | Aston Martin Aramco-Mercedes | 1:17,405               | 1:16,075               | 1:16,244               | 8       |
| 9                    | 3  | Daniel Ricciardo | RB-Honda RBPT                | 1:17,050               | 1:16,202               | 1:16,447               | 9       |
| 10                   | 22 | Yūki Tsunoda     | RB-Honda RBPT                | 1:17,436               | 1:16,121               | 1:16,477               | 10      |
| 11                   | 27 | Nico Hülkenberg  | Haas-Ferrari                 | 1:17,362               | 1:16,317               |                        | 11      |
| 12                   | 77 | Valtteri Bottas  | Kick Sauber-Ferrari          | 1:17,487               | 1:16,384               |                        | 12      |
| 13                   | 23 | Alexander Albon  | Williams-Mercedes            | 1:17,280               | 1:16,429               |                        | 13      |
| 14                   | 2  | Logan Sargeant   | Williams-Mercedes            | 1:17,770               | 1:16,543               |                        | 14      |
| 15                   | 20 | Kevin Magnussen  | Haas-Ferrari                 | 1:17,851               | 1:16,548               |                        | 15      |
| 16                   | 11 | Sergio Pérez     | Red Bull Racing-Honda RBPT   | 1:17,886               |                        |                        | 16      |
| 17                   | 63 | George Russell   | Mercedes                     | 1:17,968               |                        |                        | 17      |
| 18                   | 24 | Zhou Guanyu      | Kick Sauber-Ferrari          | 1:18,037               |                        |                        | 18      |
| 19                   | 31 | Esteban Ocon     | Alpine-Renault               | 1:18,049               |                        |                        | 19      |
| 20                   | 10 | Pierre Gasly     | Alpine-Renault               | 1:18,166               |                        |                        | PL      |
| 107% czasu: 1:22,443 |    |                  |                              |                        |                        |                        |         |
| Źródło: FIA          |    |                  |                              |                        |                        |                        |         |

### Wyścig
| P           | Nr | Kierowca         | Konstruktor                  | Okr. | Czas            | Poz. s. | +/−       | Punkty |
| ----------- | -- | ---------------- | ---------------------------- | ---- | --------------- | ------- | --------- | ------ |
| 1           | 81 | Oscar Piastri    | McLaren-Mercedes             | 70   | 1:38:01,989     | 2       | 1         | 25     |
| 2           | 4  | Lando Norris     | McLaren-Mercedes             | 70   | +2,141          | 1       | 1         | 18     |
| 3           | 44 | Lewis Hamilton   | Mercedes                     | 70   | +14,880         | 5       | 2         | 15     |
| 4           | 16 | Charles Leclerc  | Ferrari                      | 70   | +19,686         | 6       | 2         | 12     |
| 5           | 1  | Max Verstappen   | Red Bull Racing-Honda RBPT   | 70   | +21,349         | 3       | 2         | 10     |
| 6           | 55 | Carlos Sainz Jr. | Ferrari                      | 70   | +23,073         | 4       | 2         | 8      |
| 7           | 11 | Sergio Pérez     | Red Bull Racing-Honda RBPT   | 70   | +39,792         | 16      | 9         | 6      |
| 8           | 63 | George Russell   | Mercedes                     | 70   | +42,368         | 17      | 9         | 4+1    |
| 9           | 22 | Yūki Tsunoda     | RB-Honda RBPT                | 70   | +77,259         | 10      | 1         | 2      |
| 10          | 18 | Lance Stroll     | Aston Martin Aramco-Mercedes | 70   | +77,976         | 8       | 2         | 1      |
| 11          | 14 | Fernando Alonso  | Aston Martin Aramco-Mercedes | 70   | +82,460         | 7       | 4         |        |
| 12          | 3  | Daniel Ricciardo | RB-Honda RBPT                | 69   | +1 okrążenie    | 9       | 3         |        |
| 13          | 27 | Nico Hülkenberg  | Haas-Ferrari                 | 69   | +1 okrążenie    | 11      | 2         |        |
| 14          | 23 | Alexander Albon  | Williams-Mercedes            | 69   | +1 okrążenie    | 13      | 1         |        |
| 15          | 20 | Kevin Magnussen  | Haas-Ferrari                 | 69   | +1 okrążenie    | 15      | Bez zmian |        |
| 16          | 77 | Valtteri Bottas  | Kick Sauber-Ferrari          | 69   | +1 okrążenie    | 12      | 4         |        |
| 17          | 2  | Logan Sargeant   | Williams-Mercedes            | 69   | +1 okrążenie    | 14      | 3         |        |
| 18          | 31 | Esteban Ocon     | Alpine-Renault               | 69   | +1 okrążenie    | 19      | 1         |        |
| 19          | 24 | Zhou Guanyu      | Kick Sauber-Ferrari          | 69   | +1 okrążenie    | 18      | 1         |        |
| NS          | 10 | Pierre Gasly     | Alpine-Renault               | 33   | NU (hydraulika) | PL      |           |        |
| Źródło: FIA |    |                  |                              |      |                 |         |           |        |

### Najszybsze okrążenie
| Nr          | Kierowca       | Konstruktor | Czas     | Okr. |
| ----------- | -------------- | ----------- | -------- | ---- |
| 63          | George Russell | Mercedes    | 1:20,305 | 55   |
| Źródło: FIA |                |             |          |      |

### Prowadzenie w wyścigu
| Nr                              | Kierowca        | Konstruktor                | Okrążenia          | Suma |
| ------------------------------- | --------------- | -------------------------- | ------------------ | ---- |
| 81                              | Oscar Piastri   | McLaren-Mercedes           | 1–18, 24–47, 68–70 | 45   |
| 1                               | Max Verstappen  | Red Bull Racing-Honda RBPT | 19–21, 48–49       | 5    |
| 16                              | Charles Leclerc | Ferrari                    | 22–23              | 2    |
| 4                               | Lando Norris    | McLaren-Mercedes           | 50–67              | 18   |
| \| Wykres \| \| ------ \| \| \| |                 |                            |                    |      |
| Źródło: FIA                     |                 |                            |                    |      |
| Wykres                          |                 |                            |                    |      |
|                                 |                 |                            |                    |      |

## Klasyfikacja po wyścigu

### Kierowcy
| P           | +/−       | Kierowca         | Zgł. | Punkty | P1 | P2 | P3 | PP | NO | NS | NU | NW |
| ----------- | --------- | ---------------- | ---- | ------ | -- | -- | -- | -- | -- | -- | -- | -- |
| 1           | Bez zmian | Max Verstappen   | 13   | 265    | 7  | 2  | –  | 8  | 2  | 2  | 2  | –  |
| 2           | Bez zmian | Lando Norris     | 13   | 189    | 1  | 5  | 2  | 2  | 1  | –  | 1  | –  |
| 3           | Bez zmian | Charles Leclerc  | 13   | 162    | 1  | 1  | 3  | 1  | 2  | 1  | 1  | –  |
| 4           | Bez zmian | Carlos Sainz Jr. | 12   | 154    | 1  | –  | 4  | –  | 1  | 1  | 1  | –  |
| 5           | Bez zmian | Oscar Piastri    | 13   | 149    | 1  | 2  | –  | –  | 1  | –  | –  | –  |
| 6           | 2         | Lewis Hamilton   | 13   | 125    | 1  | –  | 2  | –  | 2  | 1  | 1  | –  |
| 7           | 1         | Sergio Pérez     | 13   | 124    | –  | 3  | 1  | –  | –  | 2  | 2  | –  |
| 8           | 1         | George Russell   | 13   | 116    | 1  | –  | 1  | 2  | 2  | 1  | 2  | –  |
| 9           | Bez zmian | Fernando Alonso  | 13   | 45     | –  | –  | –  | –  | 2  | –  | –  | –  |
| 10          | Bez zmian | Lance Stroll     | 13   | 24     | –  | –  | –  | –  | –  | 1  | 1  | –  |
| 11          | Bez zmian | Nico Hülkenberg  | 13   | 22     | –  | –  | –  | –  | –  | 1  | 1  | –  |
| 12          | Bez zmian | Yūki Tsunoda     | 13   | 22     | –  | –  | –  | –  | –  | 1  | 1  | –  |
| 13          | Bez zmian | Daniel Ricciardo | 13   | 11     | –  | –  | –  | –  | –  | 2  | 2  | –  |
| 14          | Bez zmian | Oliver Bearman   | 1    | 6      | –  | –  | –  | –  | –  | –  | –  | –  |
| 15          | Bez zmian | Pierre Gasly     | 13   | 6      | –  | –  | –  | –  | –  | 3  | 2  | 1  |
| 16          | Bez zmian | Kevin Magnussen  | 13   | 5      | –  | –  | –  | –  | –  | 1  | 1  | –  |
| 17          | Bez zmian | Alexander Albon  | 13   | 4      | –  | –  | –  | –  | –  | 3  | 3  | –  |
| 18          | Bez zmian | Esteban Ocon     | 13   | 3      | –  | –  | –  | –  | –  | 1  | 1  | –  |
| 19          | Bez zmian | Zhou Guanyu      | 13   | 0      | –  | –  | –  | –  | –  | 1  | 1  | –  |
| 20          | Bez zmian | Logan Sargeant   | 12   | 0      | –  | –  | –  | –  | –  | 2  | 2  | –  |
| 21          | Bez zmian | Valtteri Bottas  | 13   | 0      | –  | –  | –  | –  | –  | 1  | 1  | –  |
| Źródło: FIA |           |                  |      |        |    |    |    |    |    |    |    |    |

### Konstruktorzy
| P           | +/-       | Konstruktor                  | Zgł. | Punkty | P1 | P2 | P3 | PP | NO | NS | NU | NW |
| ----------- | --------- | ---------------------------- | ---- | ------ | -- | -- | -- | -- | -- | -- | -- | -- |
| 1           | Bez zmian | Red Bull Racing-Honda RBPT   | 26   | 389    | 7  | 5  | 1  | 8  | 2  | 3  | 3  | –  |
| 2           | 1         | McLaren-Mercedes             | 26   | 338    | 2  | 7  | 2  | 2  | 2  | –  | 1  | –  |
| 3           | 1         | Ferrari                      | 26   | 322    | 2  | 1  | 7  | 1  | 3  | 2  | 2  | –  |
| 4           | Bez zmian | Mercedes                     | 26   | 241    | 2  | –  | 3  | 2  | 4  | 2  | 3  | –  |
| 5           | Bez zmian | Aston Martin Aramco-Mercedes | 26   | 69     | –  | –  | –  | –  | 2  | 1  | 1  | –  |
| 6           | Bez zmian | RB-Honda RBPT                | 26   | 33     | –  | –  | –  | –  | –  | 3  | 3  | –  |
| 7           | Bez zmian | Haas-Ferrari                 | 26   | 27     | –  | –  | –  | –  | –  | 2  | 2  | –  |
| 8           | Bez zmian | Alpine-Renault               | 26   | 9      | –  | –  | –  | –  | –  | 4  | 3  | 1  |
| 9           | Bez zmian | Williams-Mercedes            | 25   | 4      | –  | –  | –  | –  | –  | 5  | 5  | –  |
| 10          | Bez zmian | Kick Sauber-Ferrari          | 26   | 0      | –  | –  | –  | –  | –  | 2  | 2  | –  |
| Źródło: FIA |           |                              |      |        |    |    |    |    |    |    |    |    |